# Marta Molist
Pour les articles homonymes, voir Molist.
Ne doit pas être confondu avec Maria Molist.
Marta Molist Codina, née le 19 février 1982 à Vic, est une coureuse de fond espagnole spécialisée en skyrunning et ultra-trail. Elle a remporté la médaille de bronze du SkyMarathon aux championnats du monde de skyrunning 2020. Elle est également double championne d'Espagne d'ultra-trail et a remporté la CCC en 2021.

## Biographie
Marta découvre la course à pied en 2006 après une séparation conjugale. Elle adopte sa chienne Nuca et, lassée de la promener en marchant, se met à courir. Elle fait ainsi la connaissance d'autres coureurs et s'initie peu à peu à la compétition.
Se spécialisant dans les épreuves de course à pied en montagne, elle décroche ses premiers succès en 2014 sur la distance du marathon lors d'épreuves en Catalogne. Elle remporte successivement le Romànic Extrem, le marathon de la Fageda puis le marathon d'Emmona.
Elle fait ses débuts en Skyrunner World Series en 2015 et termine notamment cinquième du Matterhorn Ultraks.
Elle connaît une saison solide en Skyrunner World Series 2016. Le 22 mai, elle termine quatrième à Zegama-Aizkorri après une lutte acharnée avec Oihana Kortazar pour la troisième marche du podium. Elle remporte plusieurs top 6 et termine à la cinquième place du classement Sky.
Elle se retire temporairement de la compétition pour donner naissance à son fils en 2017. Elle se remet ensuite gentiment à la compétition sans se fixer d'objectifs ambitieux. Lors du El Valle Trail, elle parvient à battre Gemma Arenas pour la troisième place, lui offrant ainsi la sélection aux championnats du monde de trail 2019. Encouragée par cette performance, elle se remet sérieusement à la compétition et se concentre davantage sur les trails plus longs, tout en variant ses entraînements avec notamment de la course sur piste ou du cross-country.
Le 5 juin 2021, elle prend part aux championnats d'Espagne de trail RFEA courus dans le cadre du Reventón Trail. Effectuant une course solide, elle profite de la défaillance d'Azara García pour consolider sa troisième place et décrocher la médaille de bronze.
Elle se révèle véritablement en 2021. Après une solide sixième place à la Transgrancanaria, elle s'impose à la Montserrat SkyRace puis à l'Ultra Sierra Nevada. Ayant fait le plein de confiance grâce à ces victoires, elle s'élance sur le Trail du Tenerife Bluetrail qui accueille les championnats d'Espagne d'ultra-trail FEDME. Parvenant à garder l'avantage devant Gemma Arenas, elle s'impose en 6 h 33 min 57 s avec près de vingt minutes d'avance sur cette dernière et décroche son premier titre national. Le 11 juillet, elle prend le départ du SkyMarathon des championnats du monde de skyrunning courus dans le cadre du Buff Epic Trail à La Vall de Boí. Laissant filer les favorites en tête, elle se concentre sur sa position et se retrouve à la lutte pour la troisième marche du podium avec sa compatriote Patricia Pineda après l'abandon de la Française Blandine L'Hirondel. Ayant conservé suffisamment de forces jusqu'à l'arrivée, elle fait la différence au sprint final et gagne la médaille de bronze pour 19 secondes. Le 27 août, elle s'élance sur sa première course de plus de 100 kilomètres en prenant le départ de la CCC. Avec l'abandon avant le départ de la grande favorite Ruth Croft, elle se retrouve parmi les prétendantes à la victoire. Elle effectue un début de course solide, laissant Petra Sevcíková mener la course. Elle hausse le rythme en milieu de parcours et parvient à doubler la Tchèque, victime de crampes aux jambes. Marta consolide alors sa position en tête et s'impose en 10 h 53 min 8 s avec plus de treize minutes d'avance sur l'Américaine Abby Hall.
Le 19 mars 2022, elle défend avec succès son titre de championne d'Espagne d'ultra-trail en dominant l'Ultra Sierra de Cazorla et en franchissant la ligne d'arrivée avec quinze minutes d'avance sur Gemma Arenas. Le 23 avril, elle prend le départ du Penyagolosa Trails MIM comme favorite. Voyant sa compatriote Mónica Vives mener la première partie de course sur un rythme élevé, elle conserve son allure et profite de la faiblesse de sa rivale à mi-parcours pour assumer son rôle et dominer la seconde partie de course pour s'imposer en 6 h 19 min 8 s. L'épreuve comptant comme édition inaugurale des championnats d'Espagne d'ultra-trail organisés par la Fédération royale espagnole d'athlétisme, elle remporte le titre.

## Palmarès
| no  | féminin            | Course                                            | Longueur | Départ            | Temps            |
| --- | ------------------ | ------------------------------------------------- | -------- | ----------------- | ---------------- |
| 86e | 4e                 | Zegama-Aizkorri                                   | 42,2 km  | 22 mai 2016       | 5 h 7 min 41 s   |
| 27e | Médaille d'argent  | Transgrancanaria - Maratón                        | 42 km    | 22 septembre 2019 | 3 h 44 min 50 s  |
| 4e  | Médaille d'or      | Ultra-Trail Côte d'Azur Mercantour 45km           | 45 km    | 5 septembre 2020  | 5 h 28 min 1 s   |
| 32e | Médaille d'or      | Tenerife Bluetrail - Trail                        | 74 km    | 5 juin 2021       | 7 h 34 min 59 s  |
| 23e | Médaille de bronze | Championnats du monde de skyrunning - SkyMarathon | 42 km    | 11 juillet 2021   | 5 h 3 min 37 s   |
| 39e | Médaille d'or      | CCC                                               | 101 km   | 27 août 2021      | 12 h 50 min 48 s |
| 11e | Médaille d'or      | Penyagolosa Trails MIM                            | 60 km    | 16 octobre 2021   | 6 h 28 min 4 s   |
| 32e | Médaille d'or      | Championnats d'Espagne d'ultra-trail              | 72 km    | 19 mars 2022      | 7 h 58 min 48 s  |
| 23e | Médaille d'or      | Penyagolosa Trails MIM                            | 60 km    | 23 avril 2022     | 6 h 19 min 8 s   |
| 5e  | Médaille d'or      | Mozart Ultra                                      | 75 km    | 18 juin 2022      | 8 h 11 min 39 s  |
| 14e | Médaille d'or      | Canfranc-Canfranc 45K                             | 45 km    | 9 septembre 2023  | 6 h 47 min 4 s   |
| 17e | Médaille d'or      | Ultra Pirineu                                     | 100 km   | 30 septembre 2023 | 12 h 30 min 16 s |

## Records
| Épreuve       | Performance | Date             | Lieu      |
| ------------- | ----------- | ---------------- | --------- |
| 10 kilomètres | 38 min 53 s | 31 décembre 2019 | Barcelone |